# Маслянка Віталій Іванович
Віта́лій Іва́нович Масля́нка (23 лютого 1972 — 31 липня 2016) — сержант Збройних сил України, учасник російсько-української війни.

## Життєпис
Народився 1972 року в місті Кокчетав (Казахська РСР), за іншими даними — в селі Піщане Сумської міської ради в родині робітників. 1981 року сім'я переїхала до міста Суми, Віталій навчався в Сумській ЗОШ № 19, закінчив 1987-го. По тому закінчив Сумське ПТУ № 24, здобув спеціальність «кравець чоловічого верхнього одягу». В листопаді 1990 року призваний до РА; частину служби проходив на Кавказі — у складі вч 3642 (мотострілецький загін особового призначення). Після проголошення незалежності України направлений до Києва, де й закінчував строкову службу в лавах ЗСУ.
Протягом 1992—1996 років жив і працював у Києві. По тому працював на хімічному заводі в Криму. Після окупації півострова російськими військами повернувся на Сумщину.
Навесні 2014 року добровольцем пішов у 15-й БТО «Суми»; у квітні 2015 демобілізувався.
У липні 2015-го знову пішов на фронт — у складі 128-ї бригади; сержант, заступник командира взводу.
31 липня 2016 року загинув у районі Донецького аеропорту під час обстрілу опорного пункту — внаслідок розриву гранати під Опитним.
3 серпня 2016 року похований на Алеї Слави Центрального кладовища Сум.
Без Віталія лишилися батьки, 23-річна донька та брат Юрій, який з перших днів служив разом із Віталієм. 

## Нагороди та вшанування
- указом Президента України № 421/2016 від 29 вересня 2016 року «за особисту мужність і високий професіоналізм, виявлені у захисті державного суверенітету та територіальної цілісності України, вірність військовій присязі» — нагороджений орденом «За мужність» III ступеня (посмертно)[1].
- Почесний громадянин міста Суми (рішення Сумської міської ради від 26 жовтня 2016 року, посмертно).